# トリーア大聖堂
座標: 北緯49度45分22秒 東経6度38分35秒 / 北緯49.75611度 東経6.64306度

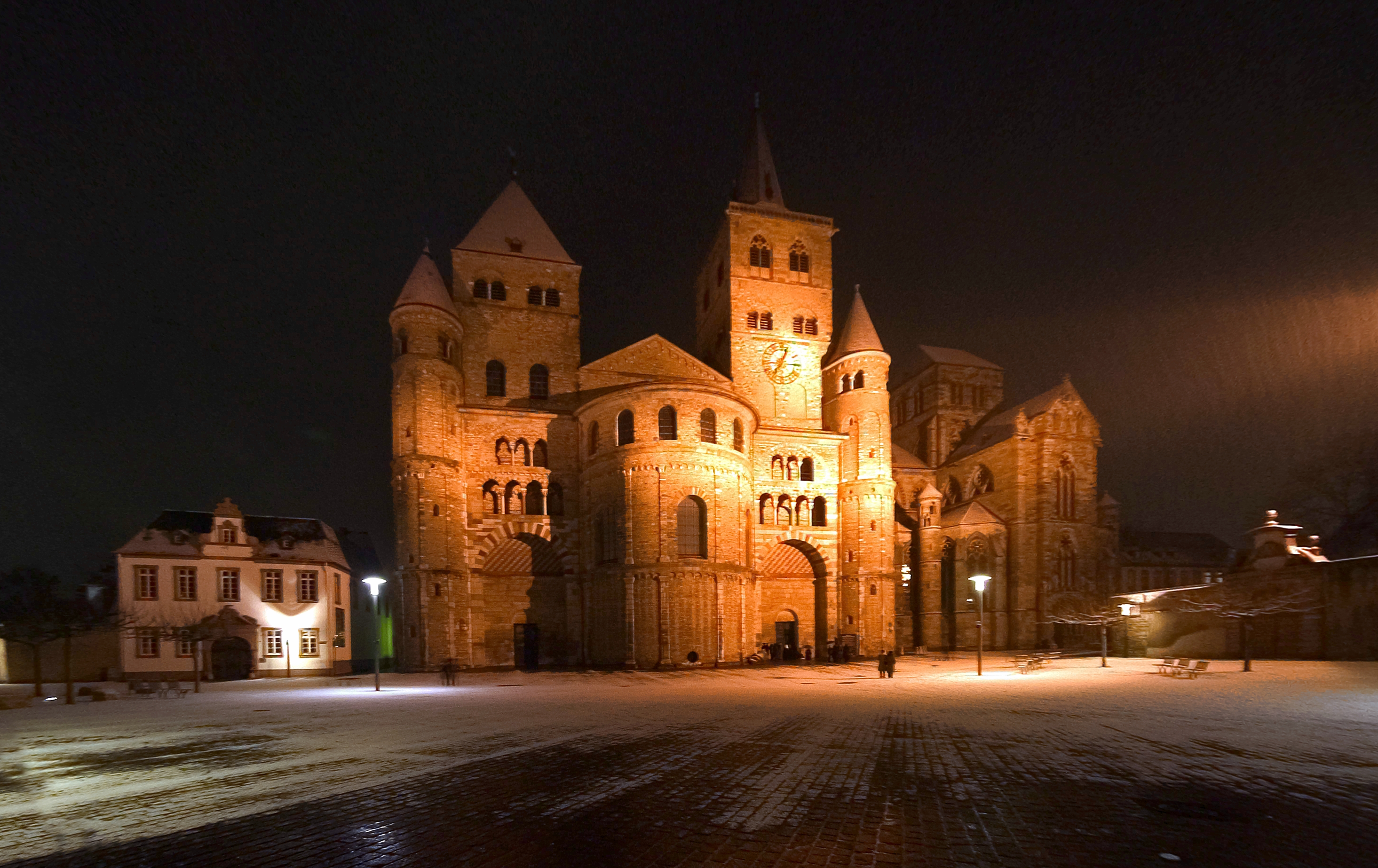
夜の大聖堂

トリーア大聖堂（トリーアだいせいどう、Trierer Dom, 聖ペテロ大聖堂）はトリーアの司教座聖堂で、ドイツ最古の大聖堂である。建造物の顕著な特色は、非常に長い年月の間、様々な時代に様々な様式で追加が行われてきたことにある。その中には、聖ヘレナ（Saint Helen）の指示で置かれた古代ローマ時代のレンガでできた中央の礼拝堂も含まれている。様々な様式の混成は、後の時代の建築様式で修復された結果というよりも、付け足されていった結果である。高さ 112.5 m、幅 41 m は、トリーアにある教会建築の中で最大である。1986年には、他の遺跡群とともに、「トリーアのローマ遺跡群、聖ペテロ大聖堂、聖母聖堂」としてユネスコの世界遺産に登録された。

## 歴史
建物は、トリーアがまだアウグスタ・テレウェロルムと呼ばれていた古代ローマ時代の建造物の土台の上に建てられた。コンスタンティヌス帝が改宗したことに続いて、トリーア司教のマクシミヌス（Maximinus; Maximin of Trier, 在職329年 - 346年）は、この「第二のローマ」に、壮麗な教会建造物群を建てることに力を尽くした。
4世紀当時の建造物は、フランク族によって廃墟になった後、6世紀に再建された。しかし、それも882年にノルマン人によって破壊された。10世紀末以降大聖堂は再び建てなおされた。西内陣（Westchor）は大司教ポツポ（Poppo；在位1016年 -1047年）の時代に、東内陣（Ostchor）は大司教ヒリン（Hillin；在位1152年 -1169年）の時代に、東側の尖塔（Spitzhelme）は1893年に建造された。五つの対称形の区画になっている西側正面は、ザリエル朝時代のロマネスク様式の典型をとどめている。後陣の半筒形とともに、西端の聖歌隊席は1196年に完成したものである。ゴシック様式のヴォールトを持つロマネスク様式の3つの身廊は優れた内装で飾られている。礼拝堂にはイエスが40日の断食の間着用していた「聖衣」（Tunica Christi; de: Heiliger Rock;Seamless robe of Jesus）とされる聖遺物が納められている。中世ドイツにおいてこの「聖衣」制作とそれがトリーアにもたらされた経緯を物語る文学作品『オレンデル』〔Orendel（Der graue Rock）〕が作られた。
大司教エグベルト（Egbert；在位977年 -993年）が一流の芸術家を集めてつくった工房（Egbertwerkstatt）からは、見事な移動祭壇（Tragaltar）等が制作され、その一部は今日トリーア大聖堂宝物館に所蔵されている。
グリム兄弟 『ドイツ伝説集』第3巻、第61a話「トリーア大聖堂」には次のような伝説が記されている。建築士はこの巨大な建築物を作るに際し、娼家と賽子賭博の卓を造ると言って悪魔を騙して手伝わせた。悪魔は騙されたことが分かると、祭壇に飛びかかり蹴爪を折った。その証拠に、祭壇の表面は平らではなく傾いているし、壁には角笛のようなものがあるが、それは悪魔の蹴爪と呼ばれていると。

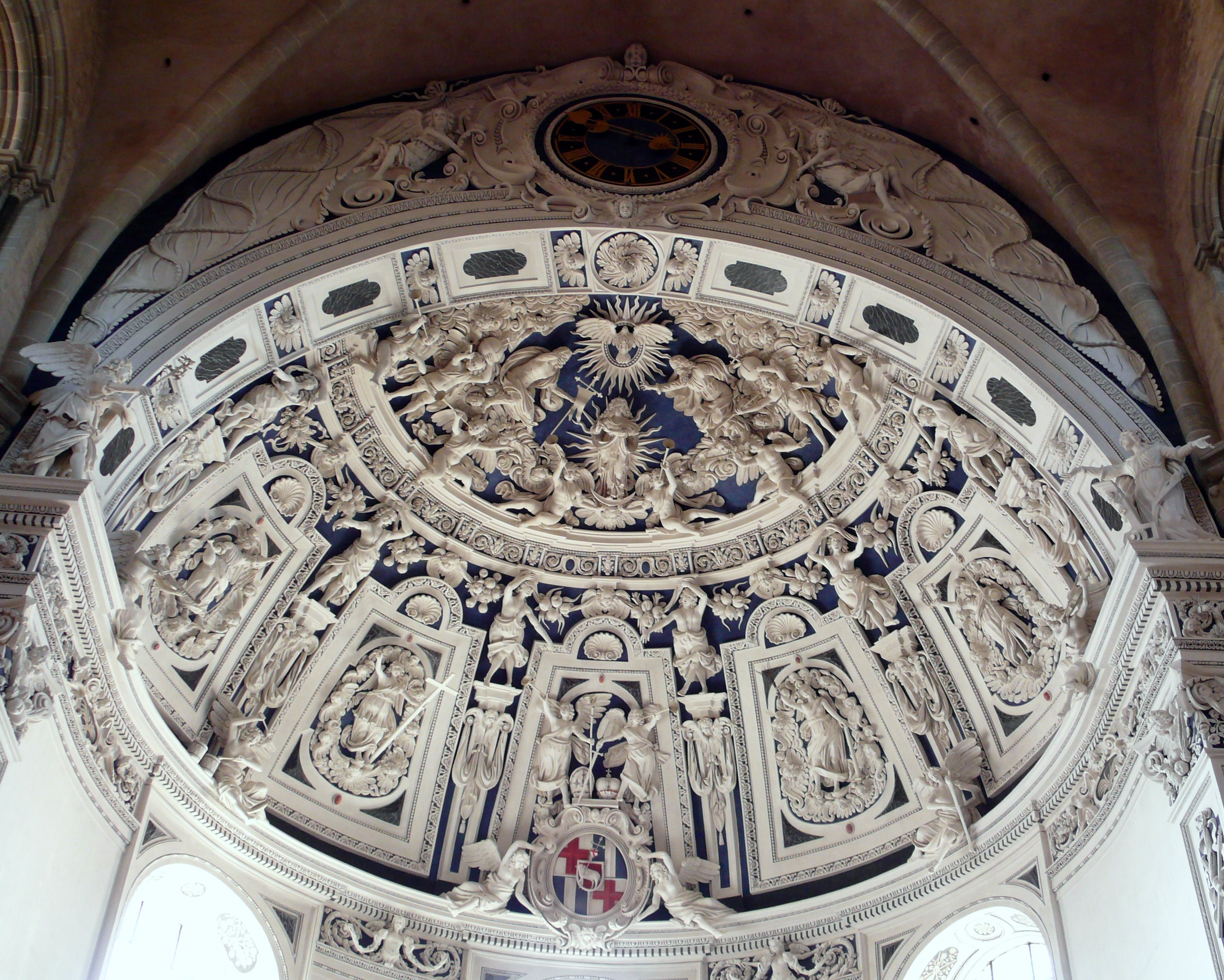